# Indice de gravité d'une pandémie

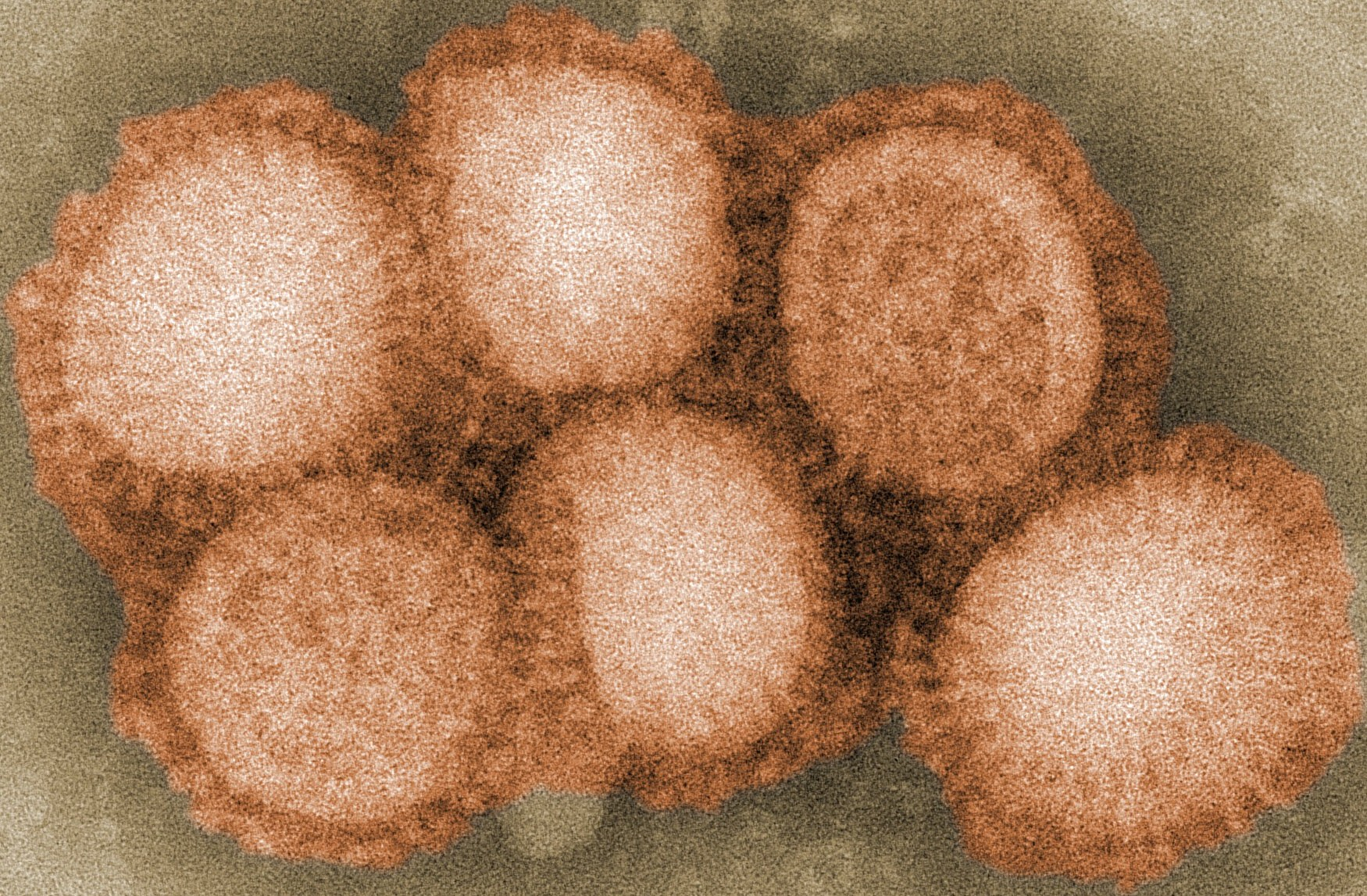
Virus H1N1.

L'indice de gravité d'une pandémie (IGP ; en anglais pandemic severity index, PSI) est un indicateur de gravité des pandémies de grippe autrefois utilisé aux États-Unis. L'IGP est accompagné d'un ensemble de recommandations aux communautés en cas de pandémie. Publié par le département de la Santé et des Services sociaux des États-Unis à partir du 1er février 2007, l'IGP est conçu selon les mêmes principes que la classification des ouragans, l'échelle de Saffir-Simpson,. L'indice a été remplacé en 2017 par le Cadre d'évaluation de la gravité des pandémies (en), qui utilise des quadrants basés sur la transmissibilité et la gravité clinique, plutôt que sur l'échelle linéaire de l'IGP. 

## Développement
L'IGP a été développé par les Centres pour le contrôle et la prévention des maladies (CDC) comme nouvel outil de planification en cas de grippe pandémique, à l'usage des états fédéraux, des communautés, des entreprises et des écoles, pour une campagne qui visait à fournir des mesures de prévention spécifiques. Bien que conçu pour une mise en œuvre nationale, le Département de la Santé et des Services sociaux des États-Unis s'autorise à partager cet indice et les directives qui l'accompagnent avec les organisations internationales intéressées. 
L'indice et les lignes directrices ont été élaborés en application des principes de l'épidémiologie aux données historiques des trois dernières grandes pandémies de grippe et à la transmission de grippe saisonnière, en utilisant des modèles mathématiques et la contribution d'experts et de groupes de discussion de citoyens. De nombreuses pratiques « éprouvées » ont été combinées de manière plus structurée  . 

## Contexte
Au début d'une pandémie de grippe, les communautés locales ne peuvent compter sur la disponibilité généralisée de médicaments antiviraux et de vaccins,. Le but de l'indice est de fournir des directives sur les mesures, que diverses organisations peuvent adopter pour ralentir la progression d'une pandémie, soulager les ressources communautaires jusqu'à ce que des solutions définitives, comme les médicaments et les vaccins puissent être utilisées. Le CDC s'attend à ce que le suivi de l'IGP permette une application coordonnée et précoce de mesures par les communautés, pour atténuer la progression de la pandémie. 

## Lignes directrices

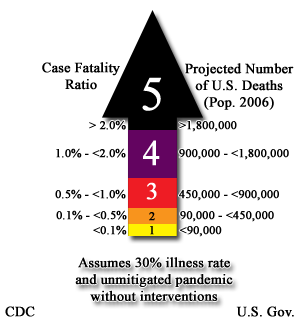
Catégorisation d'indice de gravité de la pandémie (IGP), taux de létalité et projection du nombre de morts aux États-Unis (2006).

L'indice se concentre moins sur la probabilité qu'une maladie se propage dans le monde - c'est-à-dire devienne une pandémie - que sur la gravité réelle de l'épidémie. Le principal critère utilisé pour mesurer la gravité de la pandémie est le taux de létalité (CFR pour Case Fatality Ratio), qui est le pourcentage de décès sur le total des cas déclarés de la maladie. 
La mise en œuvre effective des alertes IGP devait avoir lieu après que l'Organisation mondiale de la santé (OMS) annonce la transmission de la grippe en phase 6 (entre humains) aux États-Unis. Ce seuil entraînerait probablement l'annonce immédiate d'une situation IGP de niveau 3-4.
Les niveaux de « catégorie » ont été introduits pour fournir une analogie compréhensible avec les schémas de classification des ouragans, en référence spécifique aux conséquences de l'ouragan Katrina. Comme l'échelle des ouragans de Saffir-Simpson, l'IGP varie de 1 à 5. Les pandémies de catégorie 1 sont les plus bénignes (équivalentes à la grippe saisonnière) et le niveau 5 est réservé aux pandémies les plus graves présentant le pire scénario (comme les pandémies de 1918 de grippe espagnole).
| Catégorie | Taux de létalité | Exemple(s)                                    |
| --------- | ---------------- | --------------------------------------------- |
| 1         | Moins de 0,1%    | Grippe saisonnière et grippe A (H1N1) de 2009 |
| 2         | 0,1–0,5 %        | Grippe asiatique et grippe de Hong Kong       |
| 3         | 0,5–1 %          | Covid 19                                      |
| 4         | 1,0–2,0 %        |                                               |
| 5         | 2,0 % ou plus    | Grippe espagnole                              |

Le rapport recommande quatre mesures principales de distanciation sociale pour ralentir une pandémie : 
- Isolement et traitement des personnes soupçonnées ou confirmées de cas de grippe pandémique
- Mise en quarantaine volontaire à domicile des contacts familiaux des personnes soupçonnées ou confirmées de grippe pandémique
- Fermeture des classes et fermeture des garderies
- Étagement des plages de travail, téléconférences encouragées, annulation de grands rassemblements publics[1].

Ces actions, une fois mises en œuvre, peuvent avoir pour effet global de réduire le nombre de nouveaux cas ; mais elles peuvent avoir des conséquences néfastes quant à la perturbation communautaire et sociale.  Les mesures devraient avoir un impact le plus marqué si elles sont mises en œuvre de manière uniforme par les organisations et les gouvernements des États-Unis,.

## Réponse
Tout en dévoilant l'IGP, le Dr Martin Cetron, directeur de la Division de la migration mondiale et de la quarantaine au CDC, a indiqué que les premiers commentaires sur l'idée d'une échelle de classification pandémique étaient « uniformément positifs ».  
Le Center for Infectious Disease Research and Policy (CIDRAP) de l'université du Minnesota rapporte que l'IGP fut accueilli favorablement par les responsables de la santé publique et autres, mais que le plan représente une charge de travail énorme pour les planificateurs locaux. Un médecin a salué le fait que l'IGP constituait « une grande amélioration par rapport aux directives précédentes » ; tandis que John M. Barry, expert et auteur historique sur la grippe, était plus critique à l'égard de l'IGP, affirmant que l'accent n'était pas suffisamment mis sur les principes de santé de base qui avaient un impact au niveau communautaire, ajoutant : « Je me sentirais beaucoup plus à l'aise avec beaucoup plus de recherche [les soutenant]. »
Lors des premiers communiqués de presse en 2007, le CDC reconnaissait que l'IGP et les lignes directrices qui l'accompagnent étaient un travail en cours et devaient faire l'objet d'une révision dans les mois suivant leur publication.